# Ozzano Monferrato
Ozzano Monferrato (piemontesisch Ausan) ist eine Gemeinde in der italienischen Provinz Alessandria (AL), Region Piemont.

## Lage und Einwohner
Ozzano Monferrato liegt 34 km nordwestlich von der Provinzhauptstadt Alessandria entfernt in der hügeligen Landschaft der historisch-geografischen Landschaft des Monferrato. Ein Teil des Gemeindegebiets wurde 2014 als  Bestandteil der Weinbaulandschaft Langhe-Roero und Monferrato in die Liste des UNESCO-Weltkulturerbes aufgenommen. Das, nahe des Po liegende Gemeindegebiet umfasst eine Fläche von 15,20 km² und hat 1352 (Stand 31. Dezember 2023) Einwohner. Ozzano Monferrato hat einen Bahnhof an der Bahnstrecke Castagnole-Asti-Mortara, deren Verkehr ist aber seit 2012 eingestellt worden.
Die Nachbargemeinden sind Casale Monferrato, Cella Monte, Cereseto, Pontestura, Rosignano Monferrato, Sala Monferrato, San Giorgio Monferrato und Treville.

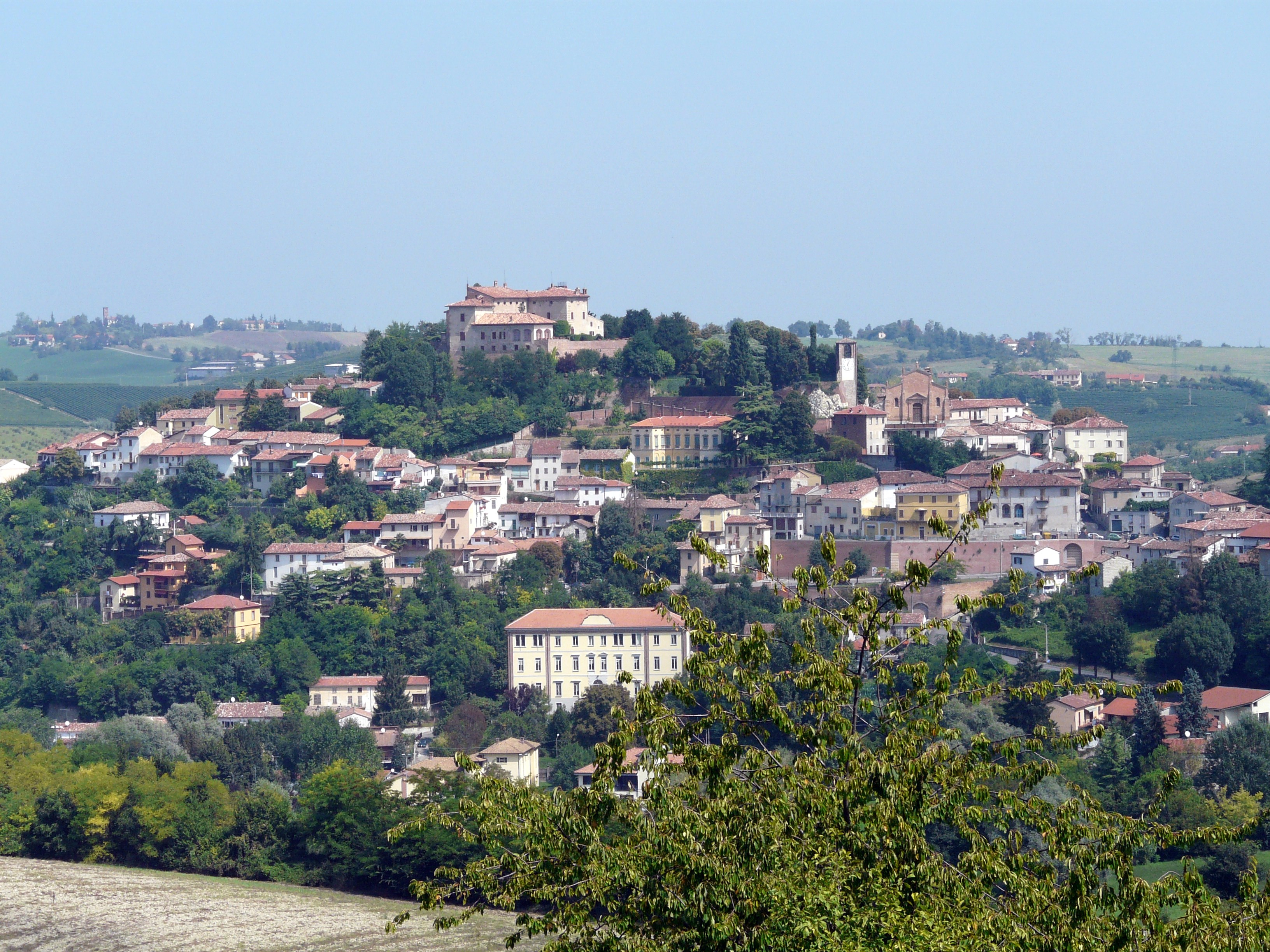
Panorama

## Geschichte

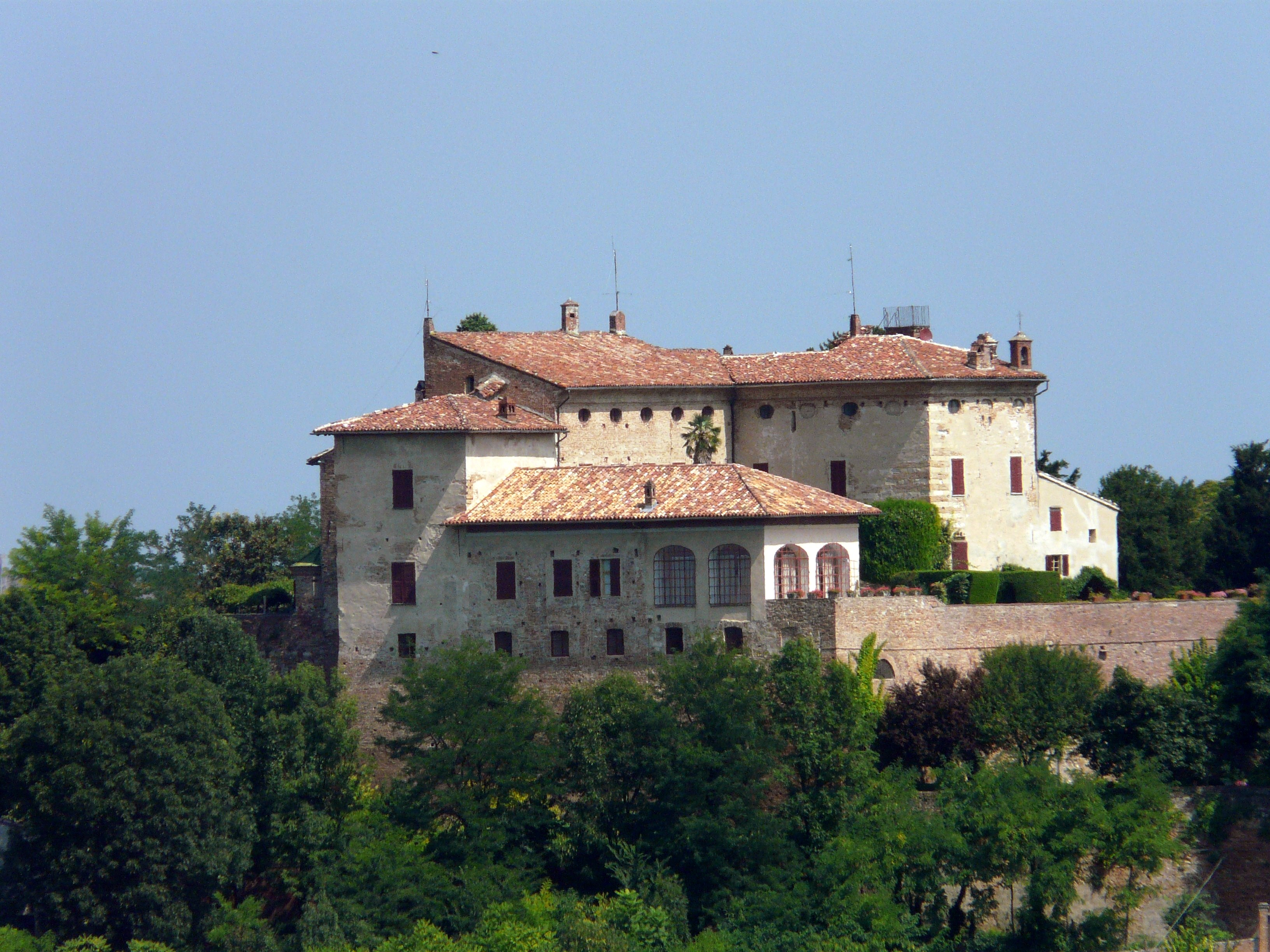
Das Castello von Ozzano

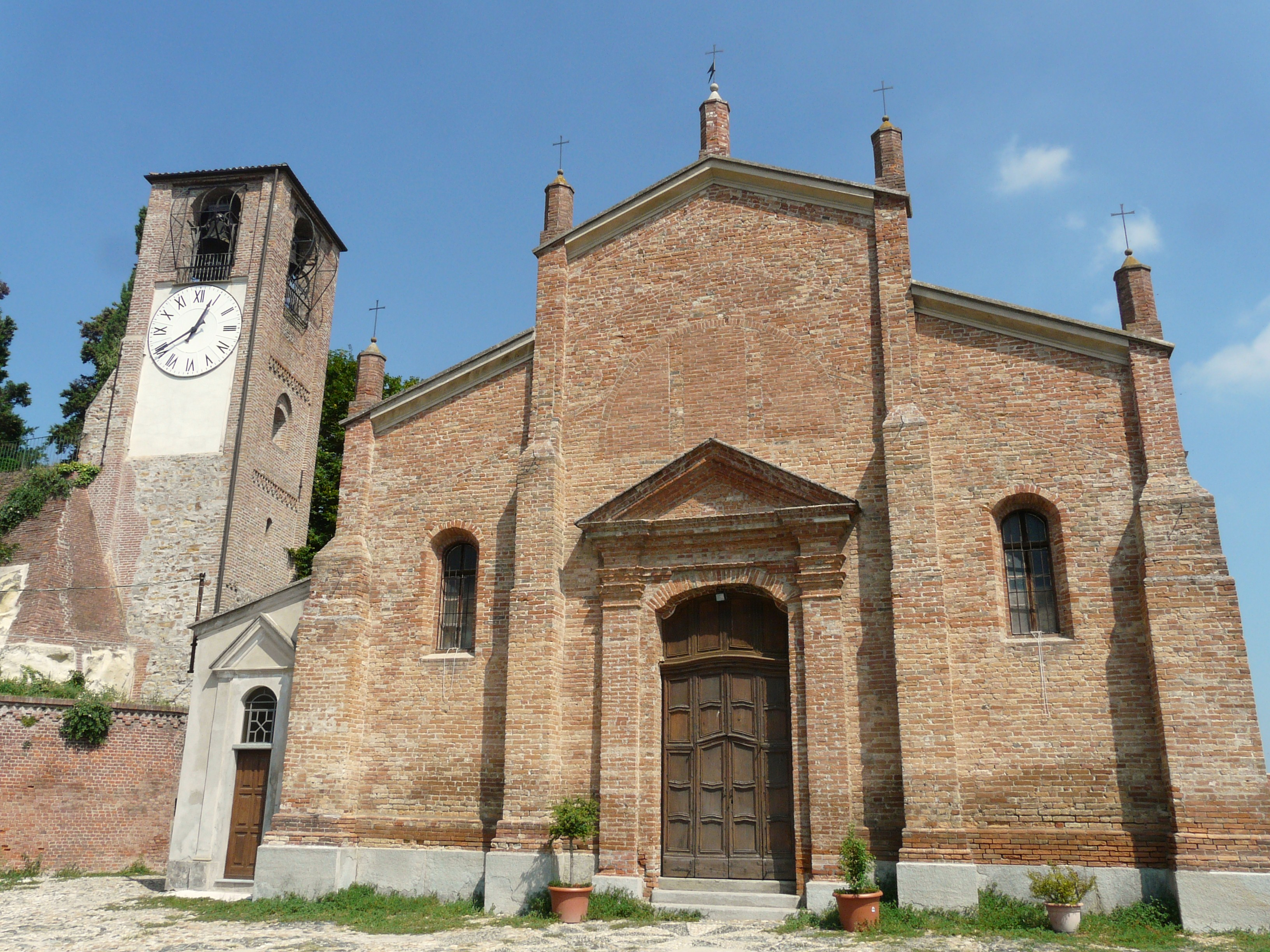
Kirche San Salvatore

Der Ortsname ist seit 999 mit den Formen „Ozanus“, „Orzanus“ und „Olzanus“ belegt. Zur Etymologie gibt es zwei Hypothesen. Die erste sieht sie im keltischen Namen „Algia“ und der zweite sieht es jedoch im Prädial Otitanus, abgeleitet vom edlen Otius.
Seine Ursprünge reichen bis ins Mittelalter zurück. Beweise über seine Ansiedlung finden sich zum ersten Mal in den sogenannten „Akten von Sant'Evasio“ aus dem 8. Jahrhundert, in der steht das der Heilige, um den Verfolgungen der Arier zu entgehen, flüchtete in die Wälder und wurde von ihnen umzingelt. Weitere Informationen stammen aus einem Diplom aus dem Jahr 901, das den Übergang des Lehens an den Grafen Ghisalberto Supponide bescheinigt, dessen Familie bis zum Ende des 10. Jahrhunderts vor Ort regierte, also bis zu dem Zeitpunkt, als Kaiser Otto III. den Bischof von Vercelli zu seinem Lehnsherrn wählte. Anschließend betraten die Aleramici, die ersten Herren des Monferrato, die Bühne und stellten sich auf die Seite des Kaisers, als dieser in Italien kämpfte.
Zu Beginn des 14. Jahrhunderts starben die Aleramici aus und die territoriale Herrschaft fiel an die Paleologi, eine mit dem Kaiser von Byzanz verwandte Familie. Unter ihrer Herrschaft fanden mehrere Schlachten statt, da Monferrato schon immer als strategisch wichtig galt.
Die Paleologi starben 1536 aus und überließen die Macht der Gonzaga-Herrschaft, die daher während des Krieges zwischen den Spaniern und den Franzosen regierte. Am Ende des Konflikts blieb das Lehen bei den Gonzaga Nevers. Im 18. Jahrhundert ging es schließlich an die Familie Sannazaro und später an die Savoyer über.
Seit 2017 trägt Ozzano Monferrato die orangefarbene Flagge des italienischen Touring Clubs, eine Zertifizierung für hervorragende touristische und ökologische Leistungen.

## Sehenswürdigkeiten
- Die Burg, die vor 1164 erbaut und mehrmals umgebaut wurde.
- Die Pfarrkirche San Salvatore im neugotischen Stil, die in den Jahrhunderten nach ihrem Bau umgebaut und in der ersten Hälfte des 16. Jahrhunderts fertiggestellt wurde.
- Das Bonaria-Simonetti-Haus aus der paläologischen Zeit.
- Der Turm, der Rest der Stadtmauer.
- Der Simonetti-Palast, erbaut im 16. Jahrhundert.

## Kulinarische Spezialitäten
Bei Ozzano Monferrato werden Reben der Sorte Barbera für den Barbera d’Asti, einen Rotwein mit DOCG-Status, sowie für den Barbera del Monferrato angebaut.